# Silvestre Méndez (compositor)
José Silvestre Méndez López (La Habana, 31 de diciembre de 1926 — Ciudad de México, 8 de enero de 1997) fue un compositor y director de orquesta de origen cubano. También se desempeñó como artista, músico, cantante, bailarín y actor.

## Reseña biográfica
Nació un 31 de diciembre, en La Habana, Cuba. Sus padres fueron Julián Méndez e Isabel López.
Residió en La Habana hasta los ocho años de edad, cuando fue a vivir con su abuela paterna, a Nueva Paz, en La Habana, porque había fallecido su madre. Conocido como Tabaquito, comenzó su carrera artística en el espectáculo de Tambor en el negro mayor, dirigido por Gilberto Valdés, en el que cantó, tocó y bailó, junto a Chano Pozo, Benito González Roncona y Santos Ramírez. Por esa época compuso su rumba "Tambó", que grabó Miguelito Valdés con la orquesta Casino de la Playa, y cuya orquestación estuvo a cargo de René Hernández.
Posteriormente actuó en la radioemisora Cadena Azul, en una serie de programas dirigidos por Chano Pozo, para la Comparsa La Jardinera, del barrio de Jesús María y donde compuso "El bombo arrollador" y que más tarde grabó en Nueva York Machito con sus Afro-Cubans.
Como deportista, practicó la natación, tenis, campo y pista.